# ミンナのテレビ
『ミンナのテレビ』は、日本テレビ系列で2005年4月13日から同年9月28日まで毎週水曜19:58～20:54(JST)に放送されていた音楽バラエティ番組である。正式名称「ミンナのテレビ -HOT HIT LIVE ON WEDNESDAY NIGHT!-」、通称「ミンテレ」。

## 概要
- 「旬の歌をお笑いでつなぐ」、「ニュースな音楽番組」がコンセプト。出演者によるコントなどに代表されるようにバラエティ色が濃いのが特徴だった。全国29局ネットだったが、系列局のテレビ宮崎ではクロスネット局であるために編成上の都合上（フジテレビの「クイズ!ヘキサゴン」を同時ネットしていたため）、放送されなかった。
- 放送開始当初は生放送だったが、2005年6月22日以降は収録放送に変更され、この日から出演者のセリフにテロップが付けられるようになった。また、コントの一部にもテロップが付いていた（これは生放送の頃から付いていた）。
- 6月1日の生放送時には日本テレビGスタジオからの生放送中、「○○地方で強い地震」という地震速報のテロップ表示と共に、震度が表示される震度3以上の地震に遭遇した。
- プロ野球中継がある関係で休止することが多かった。
- 当初の内容は、クリス・ペプラーが10（2時間スペシャルでは倍の20）のキーワードから1つを選び、そのキーワードに関する曲に関する情報を元に、出演者やゲストの歌手・ミュージシャンが歌う曲をセレクトするという進行だった。
8月に入ってからは事実上「速報!歌の大辞テン」の内容を復活させて、最新ヒット曲とある年のヒット曲のベストテンを紹介する「ミンテレHOT HIT10」がメインとなっていた。
- レギュラー陣は総勢28名（と思われる）で、基本的に毎回全員が出演していたが、画面に映るのみで、喋ることはおろか歌やVTRでの出演すらも殆どない出演者も多かった。8月17日放送分では、HINOIチームがコントのみ出演、RAG FAIRは土屋礼央が喋っただけということがあった（レギュラー陣のうち、青木さやかは基本的にVTR出演のみで、通常枠初回放映分以外はスタジオには登場しなかった）。
- 「ミンテレHOT HIT10」がメインとなった2005年8月以降は、レギュラー陣より芸人の出演場面が多くなった。さらにRAG FAIRはレギュラーであるにもかかわらず、VTRや歌ですら全く出演しておらず、ただスタジオの席に座っているだけとなっていたことが多かった。

## コーナー
第2回の放送以降、コーナーの変更が多いが主なコーナーを挙げる。
1. 今週のHAPPY BIRTH DAY(放送週誕生日の有名人メドレー)
2. 最新シングルランキング
  - ミンテレTOP10アーティストおっかけ!生情報（生放送でなくなったため終了）
3. 突撃!ミンテレ新聞（初回は「今週のミンテレ警察」）
アーティストの裏情報を取材記者に扮したアンジャッシュらが暴露した。
4. あの頃にプレイバック
「ある年」をピックアップし、その「ある年」のヒット曲を出演者が熱唱。
5. 本日発売の注目曲
放送日に発売される楽曲をアーティスト本人が生出演し披露。
6. ジン先輩とジン後輩
陣内と赤西がコントを繰り広げ、赤西がボケ・ジン後輩役、陣内がツッコミ・ジン先輩役だった。
7. KAT-TUNスーパーライブ
KAT-TUNが、日本テレビ本社内でライブを繰り広げ、生中継したコーナー。
8. アーティスト再現コント
アーティストの実話などを本人の目の前で再現するコント。アンジャッシュ・エレキコミックがメインで、陣内や青木はめったに出なかった。実話を再現とはいえ、アーティストの信用をガタ落ちにさせるような演技も多く、最も評判が悪かった。しかし、アンジャッシュ渡部のB'zの稲葉のものまねを本人は「すごくおもしろかった」と評価したことはある。（余談だが、渡部と稲葉は誕生日が9月23日と同じである。）
9. 素顔のアッコさん
和田の素顔をコントで表現。スタジオでは、普通の和田が、楽屋では、ちょっと違う和田が登場している。実話かどうかは不明。登場人物は、和田、陣内など。
10. 今週のエンタメPICK UP!
11. ミンテレHOT HIT10

## 出演者

### ミンテレオールスターズ
- 松本潤（司会）
- 和田アキ子（司会）
- 松浦亜弥
- KAT-TUN
- 陣内智則
- RAGFAIR
- HINOIチーム
- アンジャッシュ
- エレキコミック
- 青木さやか
- 原田桜怜
- クリス・ペプラー
- 矢島学（日本テレビアナウンサー）

### リポーター
- 宮崎宣子（当時日本テレビアナウンサー）
- 鈴江奈々（日本テレビアナウンサー）

### ナレーター
- 秀島史香

### これまで登場したゲスト
- はなわ
- ホリ
- 浜崎あゆみ
- B'z
- ジェニファー・ロペス
- カンニング竹山
- 大塚愛
- 神奈月
- イジリー岡田
- ピーター・マーフィー
- ピッパ・グランディソン
- L'Arc〜en〜Ciel
- TUBE
- 山田花子
- クリスタル・ケイ
- 鉄拳
- 原口あきまさ
- 神奈月
- ノブ&フッキー
- 西尾夕紀
- 小野正利
- 一青窈
- 角田信朗
- コージー冨田
- パパイヤ鈴木
- KONISHIKI
- シャッフルユニット
  - セクシーオトナジャン
  - エレジーズ
  - プリプリピンク
- CHEMISTRY
- 加藤茶
- なかやまきんに君
- THE ALFEE
- 品川庄司
- m-flo
- スマイリーキクチ
- 次長課長
- スピードワゴン
- FUJIWARA
- だいたひかる
- 中村あゆみ
- BoA
- レギュラー
- 南野陽子
- マギー審司
- ますだおかだ
- 内山信二
- ドロンズ石本
- 松村邦洋
- 小浦一優
- 関智大（タイムマシーン3号）
- ORANGE RANGE
- T.M.Revolution
- 柏原芳恵
- 藤崎奈々子
- バナナマン
- 前田健
- ジョーダンズ三又
- かつみ♥さゆり
- 水木一郎
- 真島茂樹
- KABA.ちゃん
- 嶋大輔

## 番組内で起きたハプニング
- 第1回放送の最後で、和田アキ子が歌おうとした時に時間切れのため制止される事件（ある意味ドッキリ）があった。和田は笑って許したものの、スタジオでは大物歌手に無礼を働いた緊張感が漂っていた。
- 第6回（7月6日）放送で、R2-D2とC-3POがゲストとしてスタジオに登場した際、和田がスター・ウォーズについて語っている最中にうっかり右手をC-3POの胸元に当ててしまい、その衝撃でC-3POの部品が外れ落ちた。
- なお、司会であるはずの松本や和田が出演していない場合もたまにあった。

## スタッフ
- 構成 : 川崎良、町山広美、加藤裕己、根本ノンジ、三田卓人、のじしんいち
- スーパーバイザー : 菅原正豊
- 音楽アドバイザー : 武部聡志
- アレンジ : 清水敏也、小田敏文
- TM (テクニカルマネージャー)  : 古川誠一
- CTD (チーフテクニカルディレクター)  : 佐藤公威、土屋隆
- SW (スイッチャー)  : 小林宏義
- CAM (カメラマン)  : 蔦佳樹
- 音声 : 村上正、川合亮
- VE (ビデオエンジニア)  : 三山隆浩
- VTR : 塩原和益
- LP (ライティングプロデューサー)  : 谷田部恵美
- TK (タイムキーパー)  : 塚越倫子、西岡八生子
- 音効 : 佐藤裕二
- VTR編集・MA : オムニバス・ジャパン
- 美術プロデューサー : 林健一
- 美術デザイン : 道勧英樹、近藤純子
- 制作進行 : 影山幸子、川嶋典子、内藤梨恵子
- AP (アシスタントプロデューサー)  : 森下典子、増田俊二郎
- ディレクター : 徳永清孝、前田直敬、江成真二、鈴木淳一、舟澤謙二、鈴木豊人、吉田一浩、徳竹陽介、佐藤和彦、磯部修、藤原耕治、廣田健介
- 演出 : 毛利忍、高谷和男
- 総合演出 : 三枝孝臣
- プロデューサー : 中村英明、藤井淳 ／ 津田誠、長谷川賢一、日向野明、浪岡厚生
- チーフプロデューサー : 土屋泰則
- 技術協力 : 日テレ映像センター
- 美術協力 : 日テレアート
- 協力 : Halftone Music,、oricon、HMV、オリオンプレス、国立国会図書館、TOWER RECORDS.、タイトー、ハローケイエンターテインメント、フライングC.C.C
- 制作協力 : ハウフルス、モスキート、NCV、E company